# Schulbank

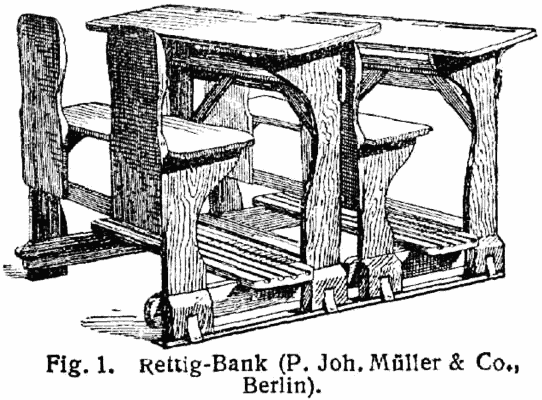
Rettig-Bank von P. Joh. Müller & Co., Berlin, 1904

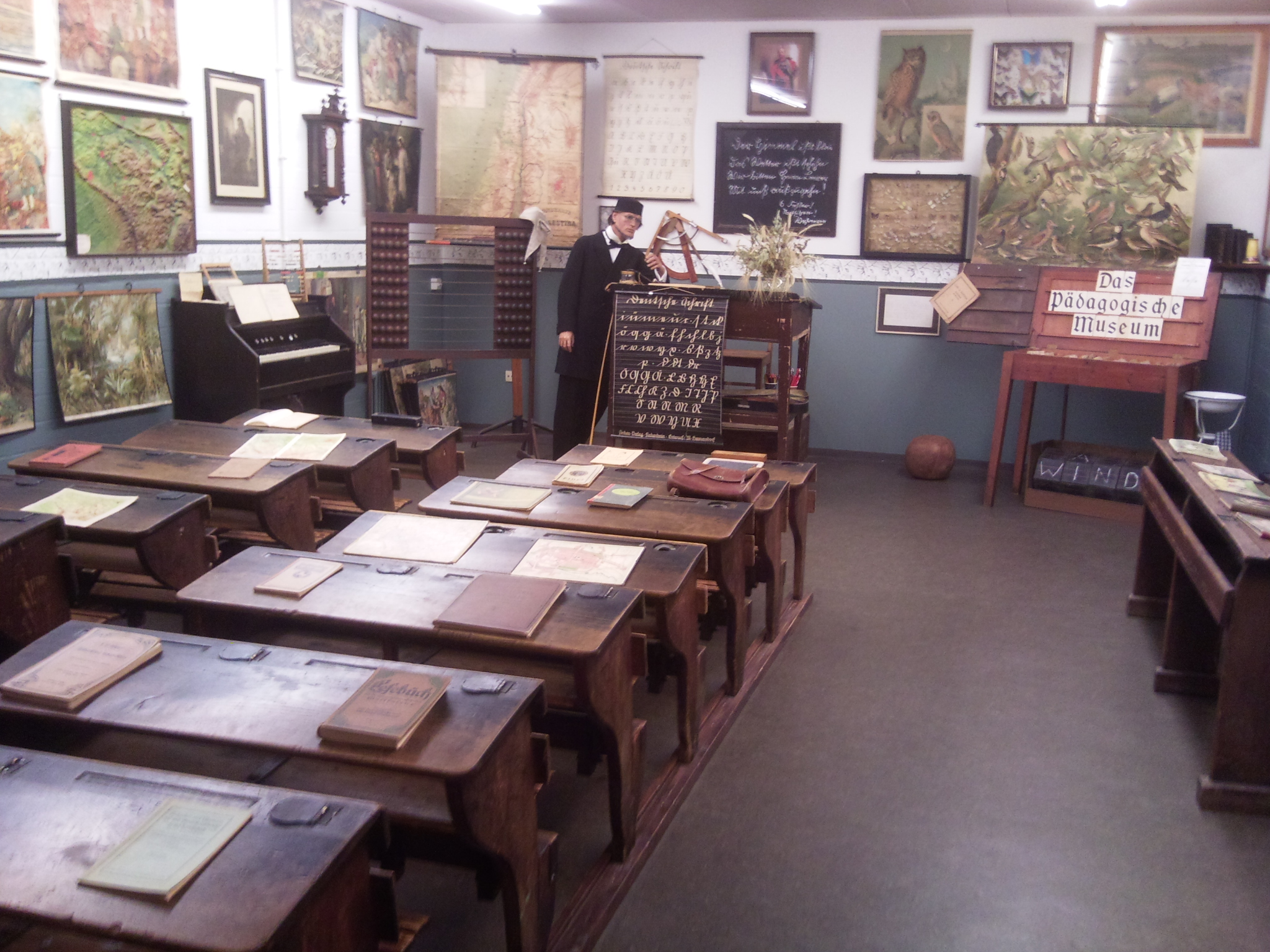
Klassenzimmer im Pädagogischen Museum an der Uni Bielefeld

Die Schulbank ist eine Bank, die bis in die 1960er Jahre in der Schule Verwendung fand. 
Stühle oder Bank sind mit dem Tisch unverrückbar verbunden. Die Tischplatte ist meistens hochklappbar, um darunter Schulhefte und Bücher zu lagern. In der Regel war auch eine Halterung für ein Tintenfass in den Tisch eingebaut.  
In der zweiten Hälfte des 20. Jahrhunderts wurden Schulbänke in Deutschland durch separate Tische und Stühle ersetzt. Heutzutage sind die klassischen Schulbänke noch in Museen oder in Gängen von Schulen anzutreffen.